# 광주청사관리소
광주청사관리소(光州廳舍管理所)는 정부광주지방합동청사의 보수·유지·관리에 관한 관리본부의 사무를 분장하는 정부청사관리본부의 소속기관이다. 2008년 12월 31일 발족하였으며, 광주광역시 북구 첨단과기로208번길 43에 위치하고 있다. 소장은 서기관 또는 기술서기관으로 보한다.

## 연혁
- 2008년 12월 31일: 정부청사관리소 소속으로 광주청사관리소 설치.
- 2016년 12월 27일: 정부청사관리본부 소속으로 변경.

## 같이 보기
- 정부광주지방합동청사